# Karl Marbach (Bischof)

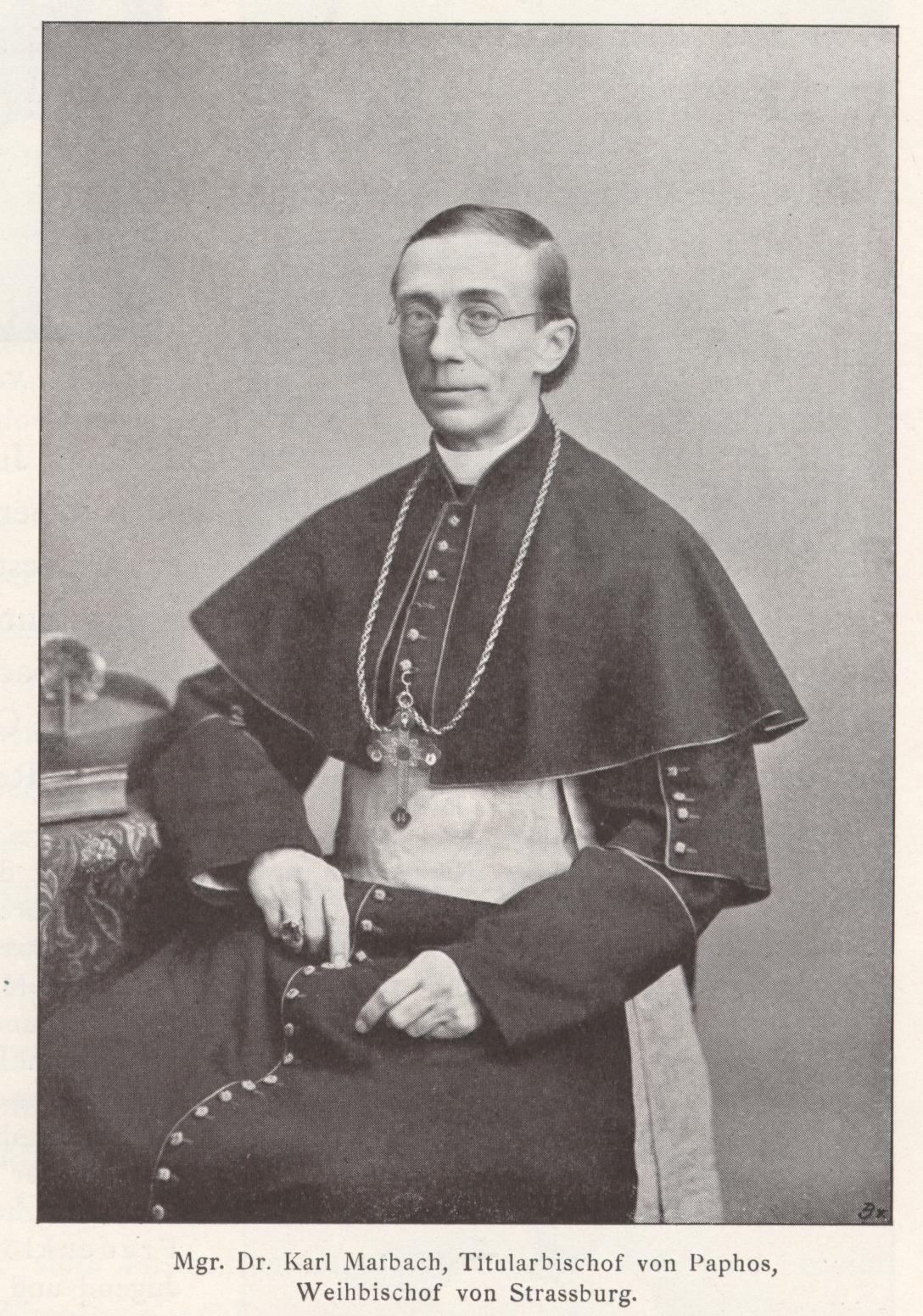
Weihbischof Dr. Karl Marbach

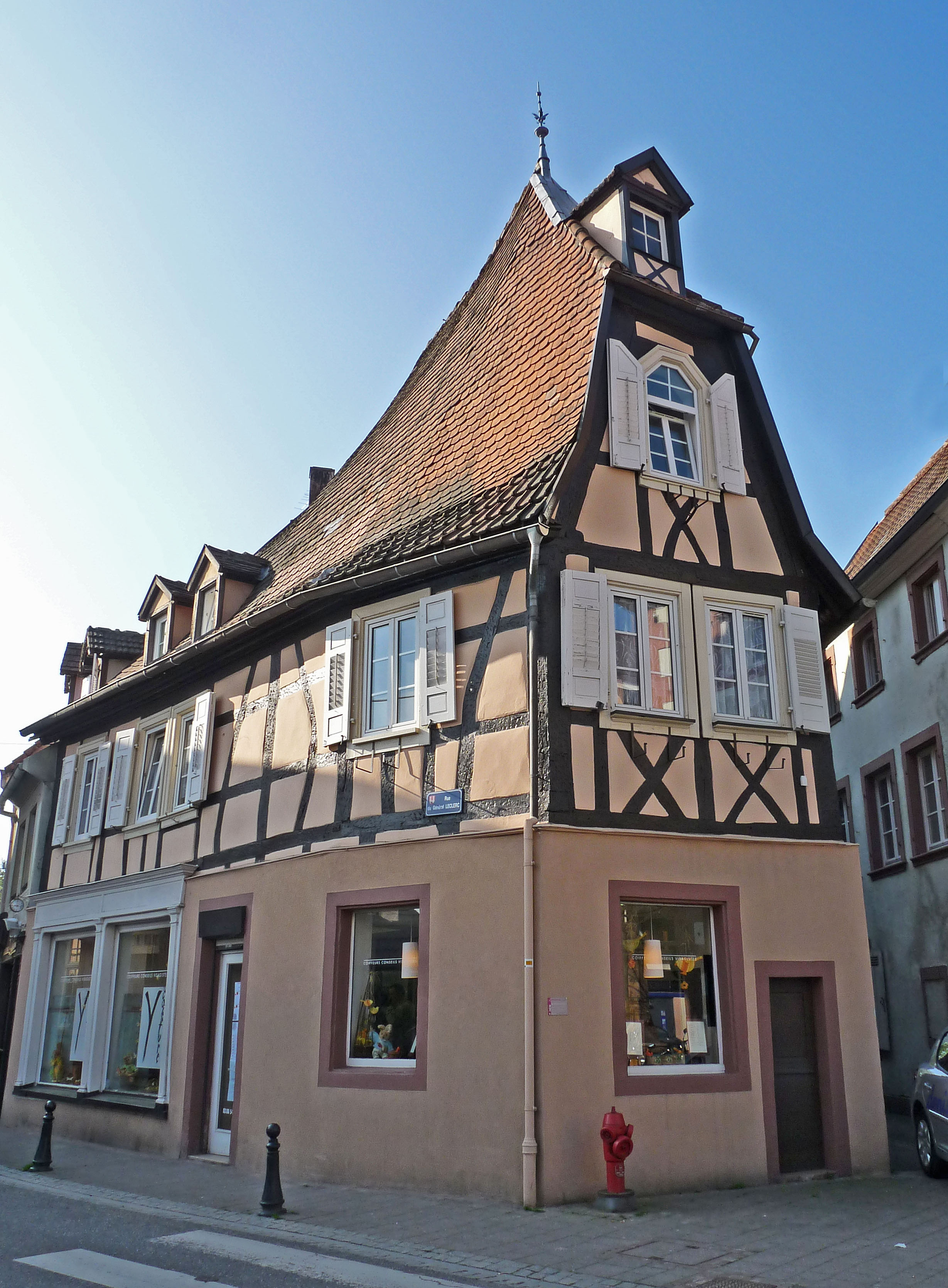
Geburtshaus in Weissenburg

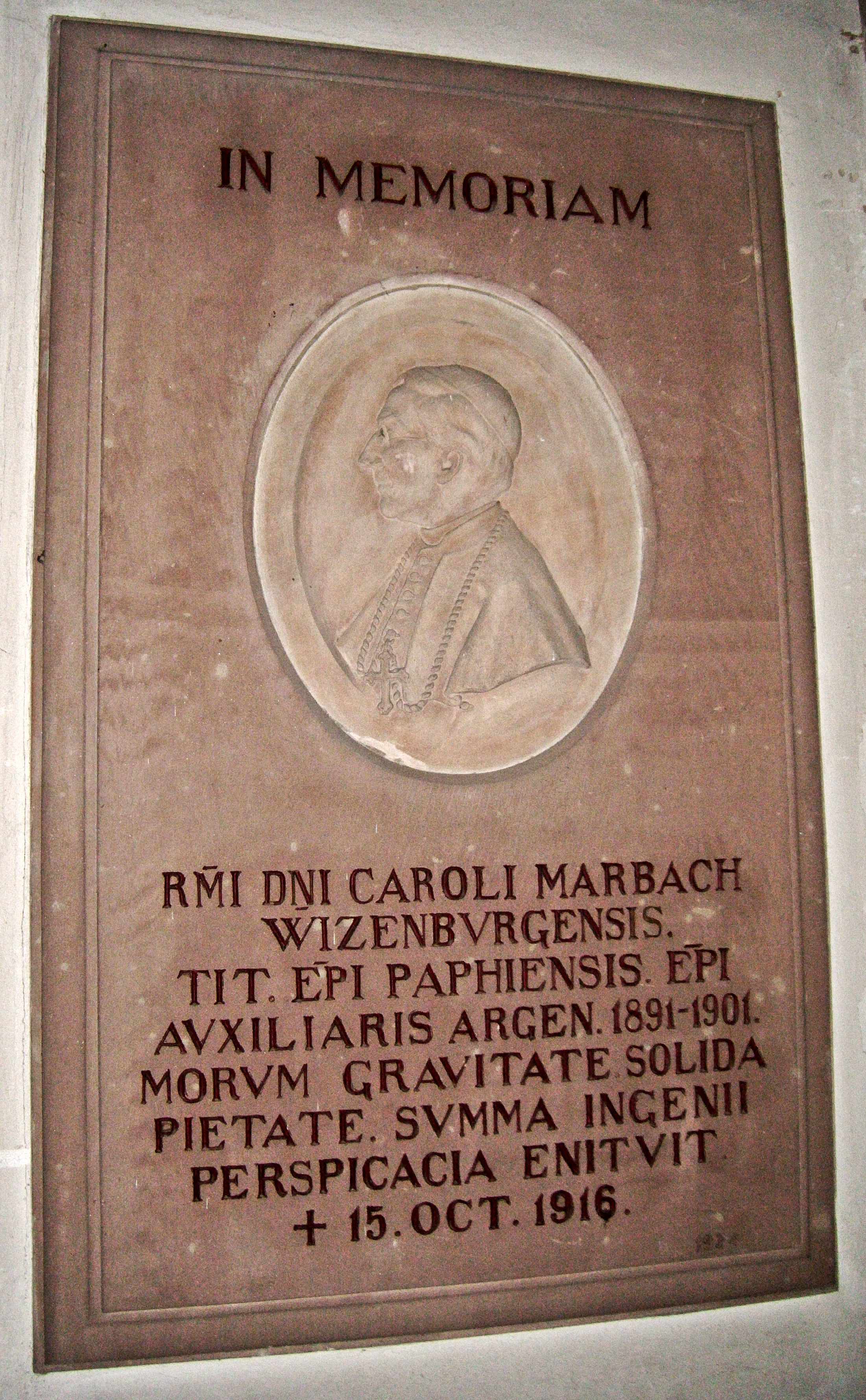
Epitaph für Weihbischof Karl Marbach, Abteikirche St. Peter und Paul, Wissembourg

Karl Marbach (auch Charles Marbach) (* 22. November 1841 in Weißenburg (Wissembourg), Elsass; † 15. Oktober 1916 in Straßburg) war Titularbischof von Paphus und 1891 bis 1901 amtierender Weihbischof in Straßburg im Elsass.

## Leben
Karl Marbach wurde 1841 in Weißenburg (heute Wissembourg) als Sohn des Schuhmachers Philipp Marbach und dessen Gattin Genoveva geb. Doeffler geboren und empfing die Priesterweihe am 17. Dezember 1864 in Straßburg. Von 1864 bis 1867 war er Vikar in Colmar und Türkheim (jetzt Turckheim); von 1867 bis 1870 Lehrer am Kleinen Seminar in Straßburg. Mit dem ebenfalls aus seinem Heimatort Weissenburg stammenden Priester und Reichstagsabgeordneten Joseph Guerber verband Marbach eine langjährige Freundschaft. Guerbers Briefe an Marbach wurden unter dem Titel Briefe von Joseph Guerber an den jungen Carl Marbach veröffentlicht.
Von 1870 bis 1879 wirkte Marbach als Professor für Kirchengeschichte am Straßburger Priesterseminar. 1879/1880 und 1880/1881 amtierte er als Pfarrer von Gerstheim bzw. von Schirmeck. 1881 avancierte er zum Domherrn und Erzpriester am Münster zu Straßburg.
Am 21. Juli 1891 erwählte ihn Bischof Adolf Fritzen von Straßburg zu seinem Weihbischof. Am gleichen Tag wurde er zudem vom Metzer Bischof Franz Ludwig Fleck zum Titularbischof von Paphus geweiht. Wegen politischer Missliebigkeit wurde Marbach im September 1901 zum Rücktritt gezwungen. Die vom Kaiser und vom Papst dabei verfügte Erhebung zum Titularerzbischof lehnte er ab. Danach lebte er als Emeritus zumeist im Kloster Marienthal, wo er nach seinem Tod am 15. Oktober 1916 auch beigesetzt wurde.
Das neo-barocke Thumba-Grabmal ist auf dem Friedhof des Klosters Marienthal erhalten, in der Weissenburger Pfarrkirche St. Peter und Paul widmete man ihm ein Epitaph mit Portraitmedaillon.
Sein Nachfolger als Weihbischof des Bistums Straßburg wurde im Oktober 1901 Franz Zorn von Bulach.